# SK Brage
Sportklubben Brage war ein norwegischer Fußballverein aus Trondheim, der zeitweise in der höchsten Spielklasse des Landes antrat.

## Geschichte
SK Brage gründete sich 1907, die einzelnen Abteilungen traten als Ballklubben Brage, Brages Atletavdeling, Brages Idrætsavdeling und Brages Skiavdeling zu Wettbewerben an. Bei Gründung der Norgesserien als höchster Spielklasse Norwegens 1937 gehörte die Fußballmannschaft dem 8. Distrikt an. Bis zur kriegsbedingten Unterbrechung nahm die Mannschaft am Ligabetrieb teil, auch bei Wiederaufnahme des Spielbetriebs 1947 war der Verein in der höchsten Spielklasse vertreten.
Anschließend wurde jedoch die Liga auf 16 Mannschaften in zwei Staffeln konzentriert, der SK Brage verpasste die Teilnahme an der nun Hovedserien genannten Meisterschaft. In der Hovedserien 1959/60  gelang dem Klub der Aufstieg, dem jedoch der direkte Wiederabstieg folgte. In der Folge rutschte SK Brage in den unterklassigen Ligabereich ab. 2009 stellte der Verein den Spielbetrieb ein.